# Museo del Bus de Sídney
El museo del Bus de Sídney (oficialmente el Museo de autobuses y camiones de Sídney) es un museo de transporte sin fines de lucro y centro educativo para beneficio público ubicado en el suburbio de Leichhardt, en Sídney (Australia).
Está abierto al público el primer y tercer domingo de cada mes.
El museo restaura, mantiene, exhibe y opera más de 70 autobuses desde la década de 1920 hasta la de 1990. Esto incluye principalmente los autobuses de uno y dos pisos del gobierno de Nueva Gales del Sur, pero también incluye autobuses de dos pisos de Hong Kong y Londres. También ofrece autobuses para celebraciones históricas y para sesiones fotográficas y cinematográficas.

## Historia
Se inauguró en 1986 en la antigua estación de autobuses de Tempe, con una posterior inauguración formal celebrada en abril de 1988. Después de que la Autoridad de Tránsito del Estado decidiera reabrir el depósito para su operación del metrobús, el museo recibió espacio en una parte en desuso del depósito de Leichhardt en 2010. Como parte del traslado a Leichhardt, se cerró entre 2010 y 2016. La nueva ubicación en Leichhardt fue inaugurada oficialmente por el ministro de transporte, Andrew Constance, el 1 de agosto de 2016.